# Familia Ipsilanti

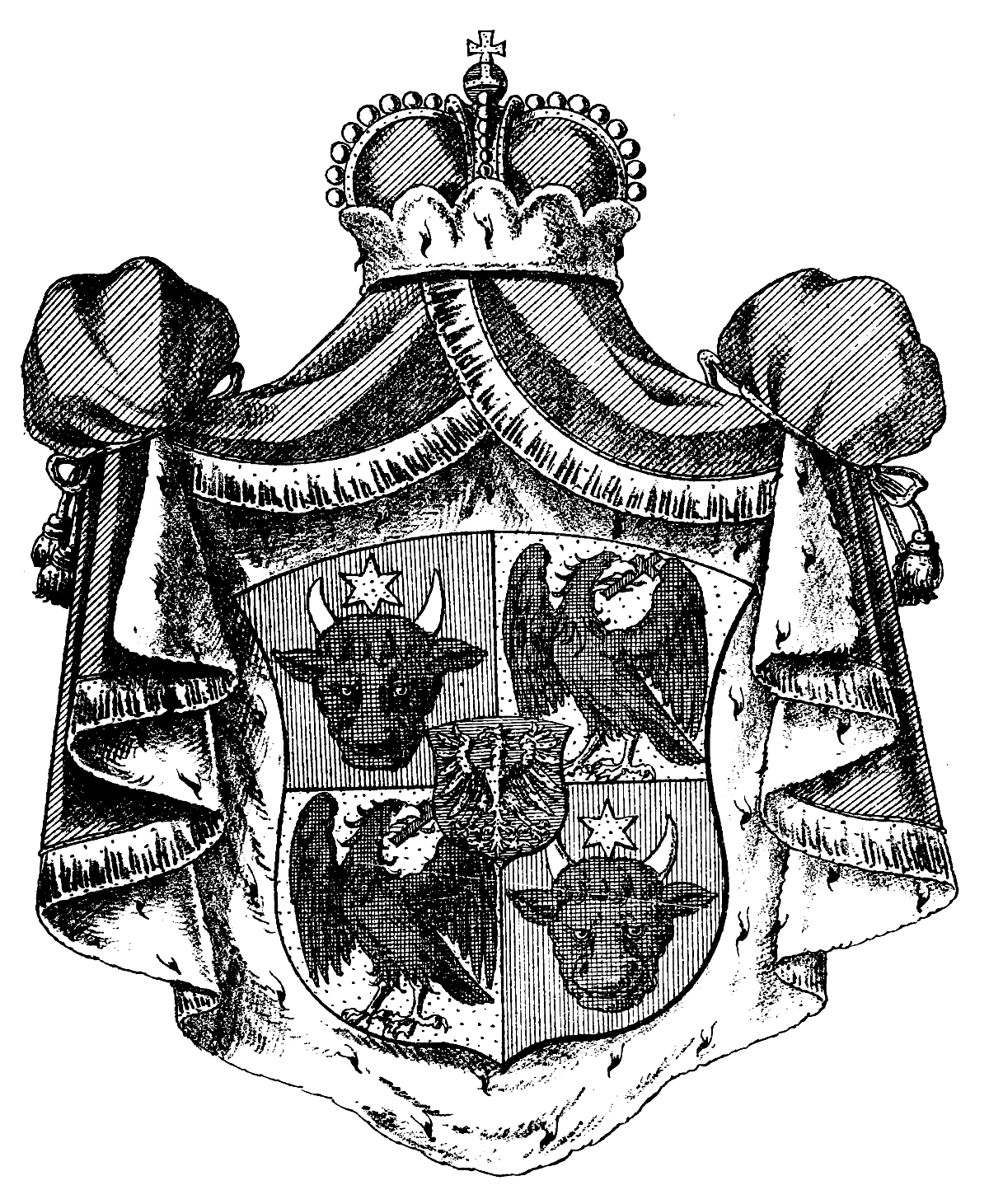
Blazonul familiei nobiliare Ipsilanti

Ipsilanti (în neogreacă: Ypsilandis Υψηλάντης; [ipsiˈlandis]) este un nume de familie greco-fanariot.

## Origini
Ipsilanti au fost o familie de greci fanarioți care au crescut în putere la Constantinopol în ultimele secole ale Imperiului Otoman și au fost domnitori într-o perioadă scurtă a Principatelor Dunărene. Familia a domnit inițial la coasta de sud a Mării Negre.
De la sfârșitul Imperiului Otoman, membri familiei Ipsilanti pot fi găsiți peste tot în lume.

## Membri notabili
- Constantin Ipsilanti (1760-1816), domn în Moldova și în Țara Românească
- Alexandru Vodă Ipsilanti (1725-1805), dragoman grec, domnitor al Țării Românești și al Moldovei
- Alexandru Ipsilanti Eteristul (1792-1828), general grec în Armata Imperială rusă
- Demetrios Ipsilanti (1793-1832), general în războiul de independență al Greciei împotriva Turciei.